# Marcador de Internet

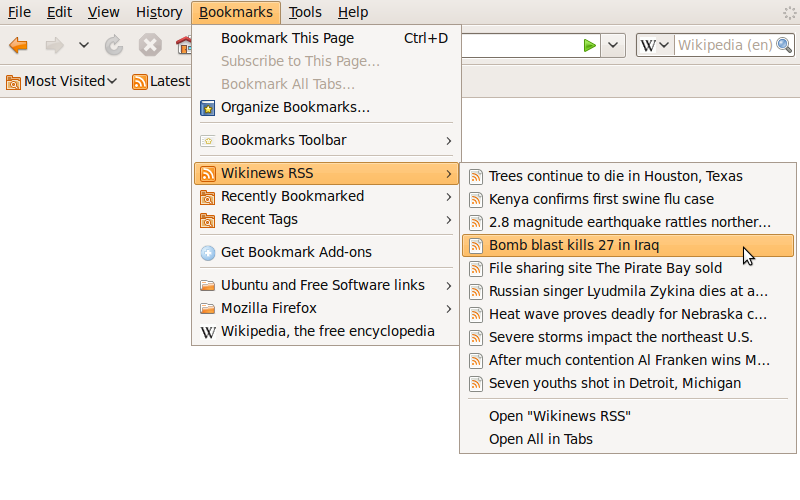
El menú de marcadores en Mozilla Firefox.

Un marcador de Internet es la localización almacenada de una página web de forma que puede ser revisitada más adelante. La localización de una página web suele expresarse con una URL. Todos los navegadores web modernos incorporan como característica la posibilidad de catalogar y acceder fácilmente a las webs que el usuario ya ha visitado y guardado. Los enlaces guardados se suelen denominar favoritos en Microsoft Edge y Safari; y marcadores en Mozilla Firefox y Google Chrome, los cuatro navegadores web más utilizados en el mercado. 
Además de los navegadores, existen actualmente muchas herramientas externas cuyo propósito principal es el de gestionar estos marcadores.

## Almacenamiento
La barra de tareas de marcadores en Mozilla Firefox 3.0, es una alternativa similar a las barras del Internet Explorer, Opera y Safari.
Cada explorar tiene sus herramientas particulares para administrar la lista de marcadores. El método de lista de almacenamiento varía, dependiendo del explorador, su versión y el sistema operativo.
Los exploradores derivados del Netscape, almacenan los marcadores en un único archivo bookmarks.html, de código-HTML. Este enfoque permite la publicación y la impresión de un catálogo, y funciona en múltiples plataformas. Los nombres de los marcadores no necesitan ser únicos. Editar un archivo fuera de su explorador nativo, requiere edición en HTML.
Firefox 3 almacena marcadores, historial, cookies y preferencias en una base de datos transaccional y segura (SQLite).
Los "Favoritos" de Internet Explorer, son almacenados en un solo archivo homónimo al enlace original, y el nombre de la extensión es URL. Los nombres de los marcadores deben ser únicos en cada carpeta. Cada archivo contiene el original URL y metadata específica de Microsoft. Los exploradores tienen varias habilidades para exportar e importar marcadores a favoritos y viceversa.